# بنای امامزاده محمد طاهر
بنای امامزاده محمد طاهر مربوط به دوره تیموریان است و در شهرستان بابل، روستای مشهد سرا واقع شده و این اثر در تاریخ ۲۵ آذر ۱۳۷۵ با شمارهٔ ثبت ۱۸۰۸ به‌عنوان یکی از آثار ملی ایران به ثبت رسیده است.